# Lyndonville (Nowy Jork)
Lyndonville – wieś w Stanach Zjednoczonych, w stanie Nowy Jork, w hrabstwie Orleans.